# وزارة المالية (صربيا)
وزارة المالية في جمهورية صربيا (بالصربية: Министарство финансија)‏هي وزارة في حكومة صربيا والمسؤولة عن الشؤون المالية وتوجيه السياسات المالية العامة في البلاد.
الوزير الحالي هو سينيشا مالي، وذلك اعتبارًا من 29 مايو 2018.

## المؤسسات التابعة
هناك عدة جهات ومؤسسات تعمل ضمن نطاق الوزارة:
- إدارة الجمارك
- إدارة الضرائب
- مديرية الخزينة
- مديرية التبغ
- إدارة مكافحة غسل الأموال
- مديرية المنطقة الحرة
- مديرية الدين العام
- السجل المركزي للضمان الاجتماعي الإلزامي
- المكتب الإحصائي لجمهورية صربيا
- مديرية أملاك الجمهورية في جمهورية صربيا
- يانصيب دولة صربيا
- المؤسسة الوطنية للتأمين على الرهن العقاري
- وكالة الاسترداد
- السجل المركزي للمستودعات ومقاصة الأوراق المالية

## أنظر أيضا
- اقتصاد صربيا